# Армянская епархия Астрахани
Астраханская епархия Эчмиадзинского патриархата Армянской Апостольской церкви (арм. Հայ Առաքելական եկեղեցու Էջմիածնի պատրիարքության Աստրախանի թեմ) — упразднённая архиепископская епархия Армянской Апостольской церкви бывшая в составе Эчмиадзинского патриархата с центром в городе Астрахань .
Сегодня территория упразднённой Астраханской епархии входит в ведение Ново-Нахичеванской и Российской епархии Армянской Апостольской церкви.

## История
В юрисдикцию Астраханской епархии входили восточные губернии Российской империи, Сибирь и Туркестан. По данным на 1911 год количество верующих Армянской Апостольской церкви — 70.000, общин — 45.
Епархия имела 31 церковь.
В августе 1867 года  с визитом в Астраханской епархии находился католикос всех армян Геворг IV, который 22 августа из Кизляра приехал в епархиальный центр - Астрахань. Встречать главу армянской церкви вышло на улицы огромное количество прихожан. Из которых  наиболее почтенные, со своими экипажами, следовали за каретой патриарха. Во время движения католикос стоя в карете раздавал благословения своей пастве. По мере приближения  к собору, католикоса приветствовал колокольный звон и восторженные крики прихожан. Пробыв несколько дней в Астрахани, Геворг IV успел осмотреть в городе другие армянские церкви и духовно-учебные заведения. После он отправился в Петербург на встречу с императором.
4 (17) декабря 1886 года главой Астраханской епархии ААЦ стал епископ Кеворк Суреньянц